# Andrei Horvath
Andrei Horvath (n. 30 noiembrie 1870, Oradea – d. 28 februarie 1929) a fost un delegat în Marea Adunare Națională de la Alba Iulia, organismul legislativ reprezentativ al „tuturor românilor din Transilvania, Banat și Țara Ungurească”, cel care a adoptat hotărârea privind Unirea Transilvaniei cu România, la 1 decembrie 1918.:p. 145-146

## Biografie
Tatăl său, George Horvath, a fost paroh ortodox în Oradea. Andrei Horvath a urmat școala primară la Oradea, iar studiile liceale le-a făcut atât la Oradea, cât și la Brașov. A studiat teologia la Arad, fiind apoi numit capelan la Velența, în anul 1894.În 1912, a fost numit protopop al Oradei. Din 1919 a fost deputat eparhial, fiind ales și în senatul bisericesc al Consistoriului Mitropolitan din Sibiu. A decedat la 28 februarie 1929, la vârsta de 59 de ani.:p. 145-146

## Activitatea politică

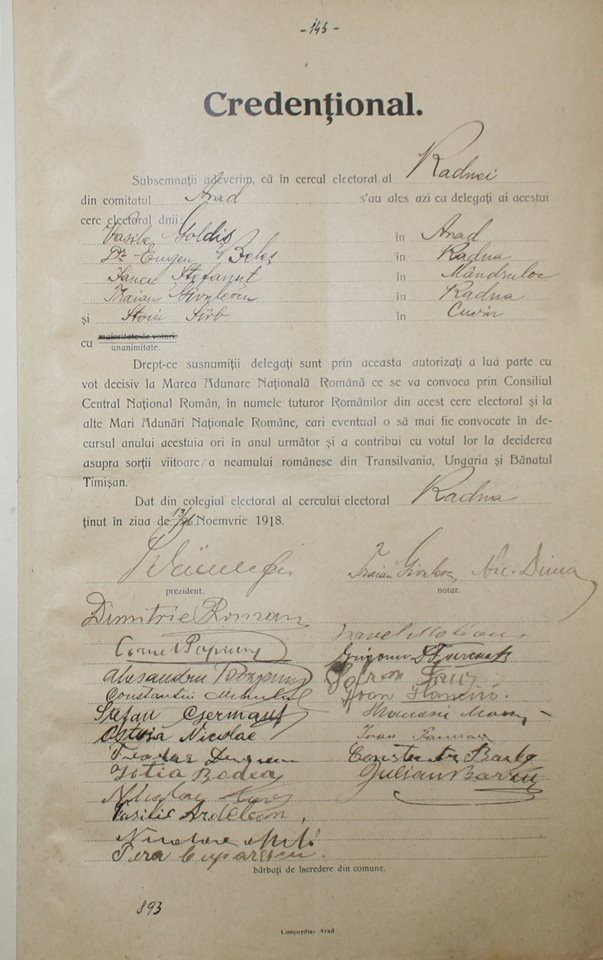
Credențional

S-a remarcat prin faptul că a fost ales, în mai multe rânduri, senator în Guvernul Averescu. De asemenea, a fost președinte al clubului Partidului Poporului din Bihor. Ca deputat în Adunarea Națională din 1 decembrie 1918 a reprezentat, ca delegat de drept, Protopopiatul Oradea.:p. 146